# Меня зовут Джиг Робот
«Меня зовут Джиг Робот» (итал. Lo chiamavano Jeeg Robot) — итальянский фильм режиссёра Габриэле Майнетти, вышедший на экраны в 2015 году.

## Сюжет
Мелкий преступник Энцо Чеккотти, скрываясь от полиции, окунается в Тибр и попадает в бочку с радиоактивными отходами. После ночи в лихорадке и бреду на следующее утро он чувствует себя значительно лучше и отправляется вместе с соседом Серджо отнимать наркотики у курьеров. Однако события развиваются не по плану: Серджо гибнет, а Энцо получает ранение и падает с девятого этажа. К его собственному удивлению, он оказывается невредим, а рана заживает в течение суток. Более того, у него появляется необычайная сила. Так он обнаруживает у себя суперспособности, приобретённые благодаря радиоактивному облучению. Алессия, дочь погибшего Серджо, прибивается к Энцо и видит в нём воплощение стального робота Джига из любимого аниме-сериала. Тем временем возглавляемая полубезумным Зингаро банда головорезов идёт по следу пропавших наркотиков.

## В ролях
- Клаудио Сантамария — Энцо Чеккотти
- Лука Маринелли — Зингаро
- Иления Пасторелли — Алессия
- Стефано Амброджи — Серджо
- Маурицио Тезеи — Бьондо
- Франческо Формикетти — Сперма
- Даниэле Тромбетти — Таццина
- Джоэл Си — Клаудиетто
- Джанлука Ди Дженнаро — Антонио
- Сальваторе Эспозито — Винченцо
- Антония Труппо — Нунция
- Хуана Хименес — Марчеллоне

## Награды и номинации
- 2016 — 7 премий «Давид ди Донателло»: лучший продюсер (Габриеле Майнетти), лучший режиссёр-дебютант (Габриеле Майнетти), лучший актёр (Клаудио Сантамария), лучшая актриса (Иления Пасторелли), лучший актёр второго плана (Лука Маринелли), лучшая актриса второго плана (Антония Труппо), лучший монтаж (Андреа Магуоло, Федерико Конфорти). Кроме того, лента получила 9 номинаций: лучший сценарий (Никола Гуальяноне[итал.], Менотти), лучшая операторская работа (Микеле Д'Аттаназио), лучшая музыка (Габриеле Майнетти, Микеле Брага), лучшая работа художника-постановщика (Массимилиано Стуриале), лучшие костюмы (Мэри Монтальто), лучший звук (Валентино Джанни), лучшие визуальные эффекты (Chromatica), лучший грим (Джулио Пецца), лучшие причёски (Анджело Ваннелла).
- 2016 — две премии «Серебряная лента» за лучший режиссёрский дебют (Габриеле Майнетти) и за лучшую мужскую роль второго плана (Лука Маринелли), а также 7 номинаций: лучший продюсер (Габриеле Майнетти), лучший сценарий (Никола Гуальяноне[итал.], Менотти), лучший актёр (Клаудио Сантамария), лучшая операторская работа (Микеле Д'Аттаназио), лучшая музыка (Габриеле Майнетти, Микеле Брага), лучшая работа художника-постановщика (Массимилиано Стуриале), лучшие костюмы (Мэри Монтальто).
- 2016 — участие в конкурсной программе фестиваля фантастического кино в Невшателе.